# Långborstfåfoting
Långborstfåfoting (Allopauropus danicus) är en  mångfotingart. Den förekommer i stora delar av Afrika, Amerika, Asien och Europa. Arten finns i Sverige och norra Europa, men där är den sällsynt. Den är upptagen på röda listan i kategori VU (sårbar).